# Fed Cup 2017 Wereldgroep II play-offs
De Fed Cup 2017 Wereldgroep II play-offs vormden een naspel van de Fed Cup 2017, waarin promotie en degradatie tussen enerzijds Wereldgroep II en anderzijds de regionale zones werden bevochten.
De wedstrijden werden gespeeld op 22 en 23 april 2017.

## Reglement
De vier verliezende teams van Wereldgroep II en vier, door het ITF Fed Cup comité aangewezen, winnaars uit de drie regionale zonegroepen 1 nemen aan dit naspel deel. Het ITF Fed Cup comité bepaalt welke vier landen geplaatst worden, aan de hand van de ITF Fed Cup Nations Ranking. Hun tegenstanders worden door loting bepaald. Welk land thuis speelt, hangt af van hun vorige ontmoeting (om de andere), dan wel wordt door loting bepaald als zij niet eerder tegen elkaar speelden. Een landenwedstrijd bestaat uit (maximaal) vijf "rubbers": vier enkelspelpartijen en een dubbelspelpartij. Het land dat drie "rubbers" wint, is de winnaar van de landenwedstrijd. De vier winnende landen plaatsen zich voor de Fed Cup Wereldgroep II in het jaar erop. De vier verliezende landen zullen in het volgend jaar deelnemen in groep 1 van hun regionale zone.

## Deelnemers
In 2017 namen de volgende acht landen deel aan de Wereldgroep II play-offs:
- Canada (won van Chili in de Amerikaanse zone)
- Groot-Brittannië (won van Kroatië in de Europees/Afrikaanse zone)
- Kazachstan (won van Japan in de Aziatisch/Oceanische zone)
- Servië (won van Polen in de Europees/Afrikaanse zone)
- Australië (verloor van Oekraïne in Wereldgroep II)
- Italië (verloor van Slowakije in Wereldgroep II)
- Roemenië (verloor van België in Wereldgroep II)
- Taiwan (verloor van Rusland in Wereldgroep II)

## Plaatsing, loting en uitslagen
Geplaatste teams hebben het plaatsingcijfer tussen haakjes.
| locatie   | ondergrond    | thuisspelend land | uitslag | uitspelend land     |
| --------- | ------------- | ----------------- | ------- | ------------------- |
| Barletta  | gravel        | Italië (1)        | 3-1     | Taiwan              |
| Constanța | gravel        | Roemenië (2)      | 3-2     | Verenigd Koninkrijk |
| Zrenjanin | hardcourt (i) | Servië            | 0-4     | Australië (3)       |
| Montreal  | hardcourt (i) | Canada (4)        | 3-2     | Kazachstan          |

### Vervolg
- Australië, Italië en Roemenië handhaafden hun niveau, en bleven in Wereldgroep II.
- Canada promoveerde van haar regionale zone in 2017 naar Wereldgroep II in 2018.
- Groot-Brittannië, Kazachstan en Servië wisten niet te ontstijgen aan hun regionale zone.
- Taiwan degradeerde van Wereldgroep II in 2017 naar haar regionale zone in 2018.